# Tilburgse Kermis

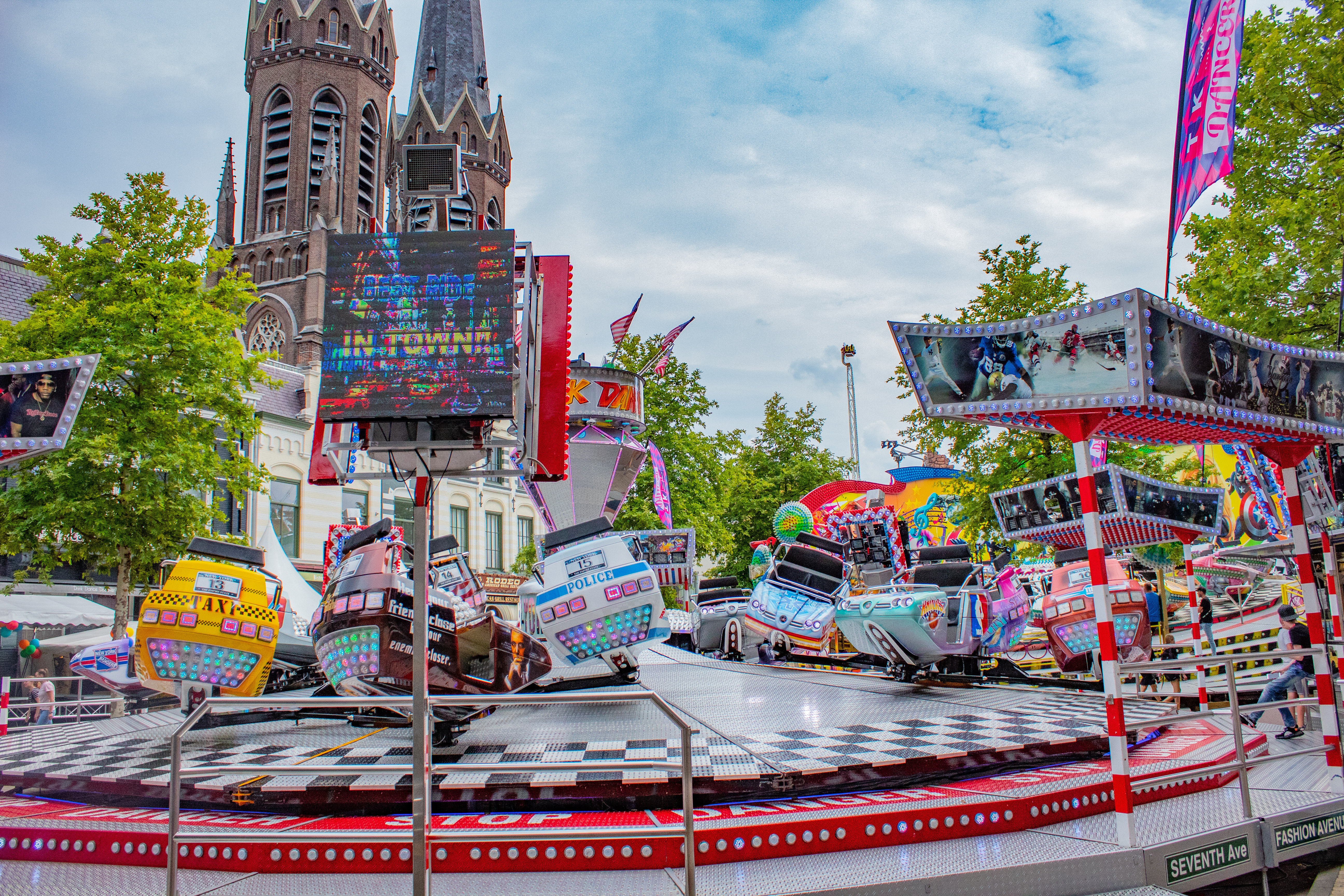
De Breakdance op de Heuvel op de Tilburgse kermis van 2019

De Tilburgse Kermis is de grootste kermis in de Benelux.
Deze kermis wordt gehouden in de Noord-Brabantse plaats Tilburg. Er staan jaarlijks tussen de 230 en 240 attracties uit binnen- en buitenland, in een 4,5 kilometer lang lint door het centrum van de stad. De kermis trekt jaarlijks meer dan een miljoen bezoekers en is daarmee een van de best bezochte evenementen van Nederland.
In 2010 bestond de Tilburgse Kermis 440 jaar, eigenlijk bleek dit later al 443 jaar te zijn. Hoewel de kermis voor het merendeel uit moderne attracties bestaat is er ook plaats ingeruimd voor een nostalgische kermis.
De gemeente Tilburg kent nog drie andere kermissen, respectievelijk in Berkel-Enschot, Udenhout en in de wijk de Reeshof. Rond de jaarwisseling van 2016/2017 werd in de stad voor het eerst een winterkermis gehouden. Deze winterkermis werd rond de jaarwisseling van 2017/2018 nogmaals herhaald, maar in 2018 werd er gekozen voor een andere, wat meer winterse invulling.

## Programma

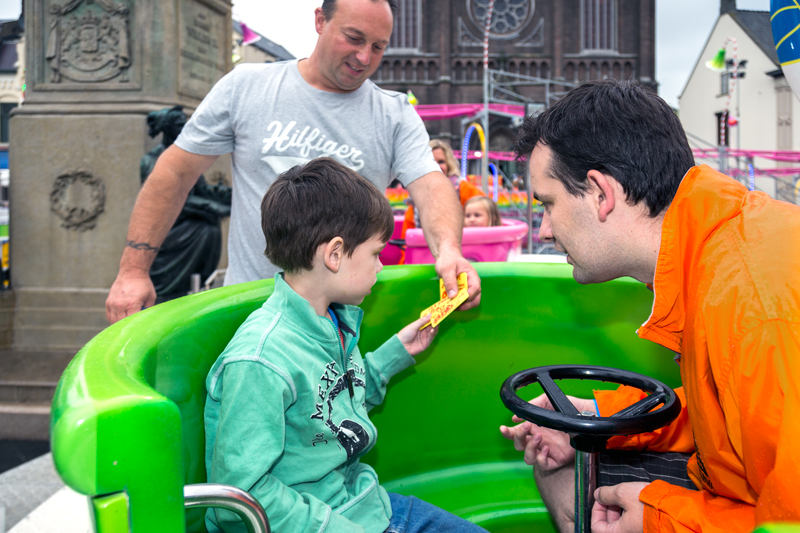
Blauwe zondag in 2015

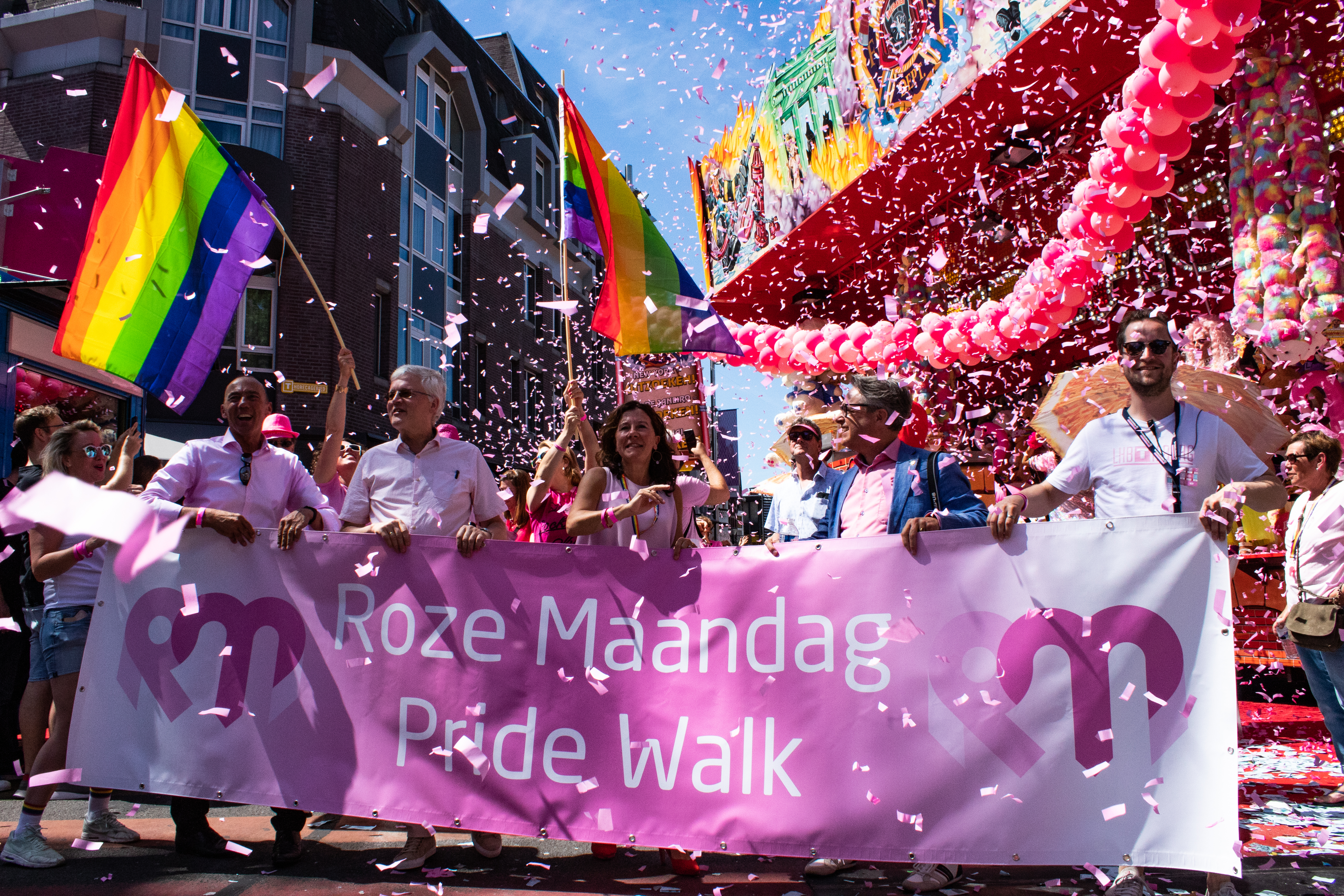
Roze Maandag op de Tilburgse kermis in 2019

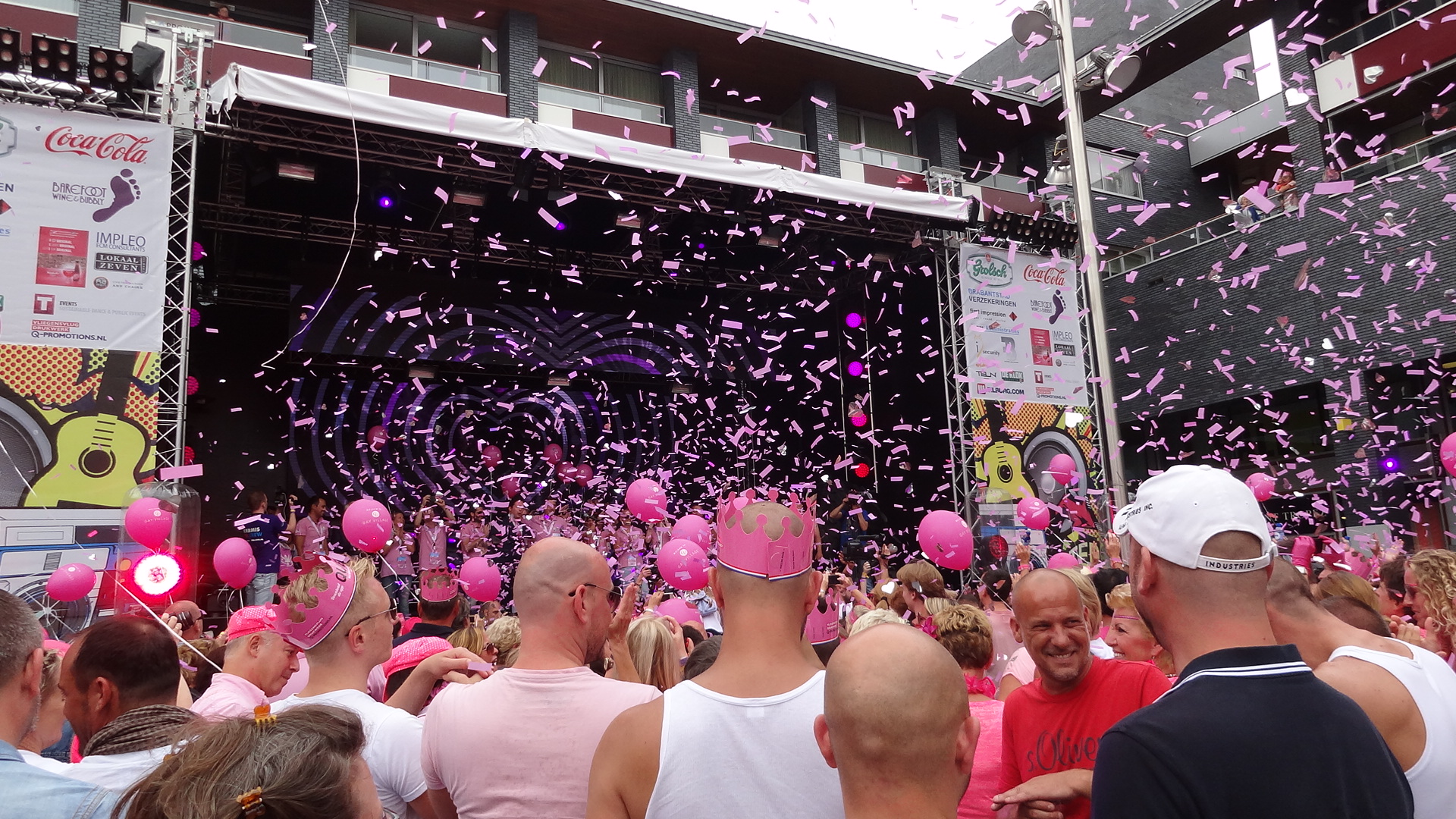
Opening Roze maandag 2014

De Tilburgse kermis duurt tien dagen, met als laatste dag de laatste zondag van juli. Ze start dus negen dagen eerder, op vrijdag. Ieder jaar treden op de themadagen bekende artiesten uit binnen- en buitenland op.
De kermis opent op vrijdag. 
Op de eerste zondag is het tussen 11 en 14 uur Blauwe zondag. Dit is een speciale 'prikkelarme' periode: geluiden en muziek van attracties worden dan gedempt. Op deze dag vindt traditiegetrouw ook de kermismis plaats bij de botsauto's. Ook vindt op deze dag de Kermisrun plaats, een hardloopwedstrijd over het kermisterrein en langs verschillende bekende Tilburgse plekken met afstanden van 2, 5 en 10 km waarbij de lopers in verschillende attracties kunnen "rusten".
Op maandag is het Roze Maandag. Na een eerste nichtenavond in 1990 werd dit al snel het drukstbezochte onderdeel van de Tilburgse Kermis. Jaarlijks komen er die dag tussen de 250.000 en 400.000 bezoekers. 
Dinsdag is de gehandicaptenmiddag. Kermisattracties passen hun snelheid aan en maken het voor mensen met een rolstoel gemakkelijker om in en uit te stappen. Op dinsdagavond is het tijd voor kermiscarnaval, waarbij carnaval in zomerse sferen dunnetjes wordt overgedaan. Dit is vergelijkbaar met het zomercarnaval in Rotterdam op de laatste zaterdag van juli.
Woensdagmiddag is er een kindermiddag en is er 's middags in de Piushaven een badeendenrace. Ook is deze dag sinds 2023 draaiorgeldag. Er staan dan op verschillende plaatsen op het kermisterrein draaiorgels.
Donderdagavond vindt de uitreiking van de Tilburgse kermisprijzen plaats.
Ieder jaar wordt op de laatste zondagavond de kermis om 22.00 uur met muzikale begeleiding ten grave gedragen door een 'begrafenisstoet'. Deze stoet gaat van de Heuvelse kerk naar de Piushaven. Hier wordt de kermis "begraven" door de kermiswethouder. Een vuurwerkbedrijf presenteert daarbij een 15 minuten durende muzikale vuurwerkshow, die sinds 2018 is aangevuld met een lasershow. In 2020, 2021 en 2023 werd de kermis echter zonder begrafenis en vuurwerk afgesloten. In 2020 en 2021 gingen de begrafenisstoet en het vuurwerk niet door vanwege de coronapandemie die in 2020 uitbrak en in 2023 werden zowel de begrafenisstoet als het vuurwerk afgelast vanwege slecht weer op de laatste dag van de kermis. Het regende en waaide dat jaar op deze dag te hard waardoor het te gevaarlijk was om het vuurwerk af te steken. Het was tevens niet verantwoord om in de stromende regen naar de Piushaven te lopen en te dansen.I
In 2025 was er een compleet andere show als afsluiting van de kermis. In plaats van de traditionele vuurwerkshow van 15 minuten was er een show die voor 90% uit lasers en vuur bestond en voor slechts 10% uit vuurwerk. Dit zorgde voor veel kritiek omdat mensen het vuurwerk te kort vonden. Dit duurde als gevolg van de nieuwe opzet slechts nog geen minuut in plaats van de gebruikelijke 15. Tilburg had voor deze nieuwe opzet gekozen omdat ze afscheid wilde nemen van traditionele vuurwerkshows.

## Media

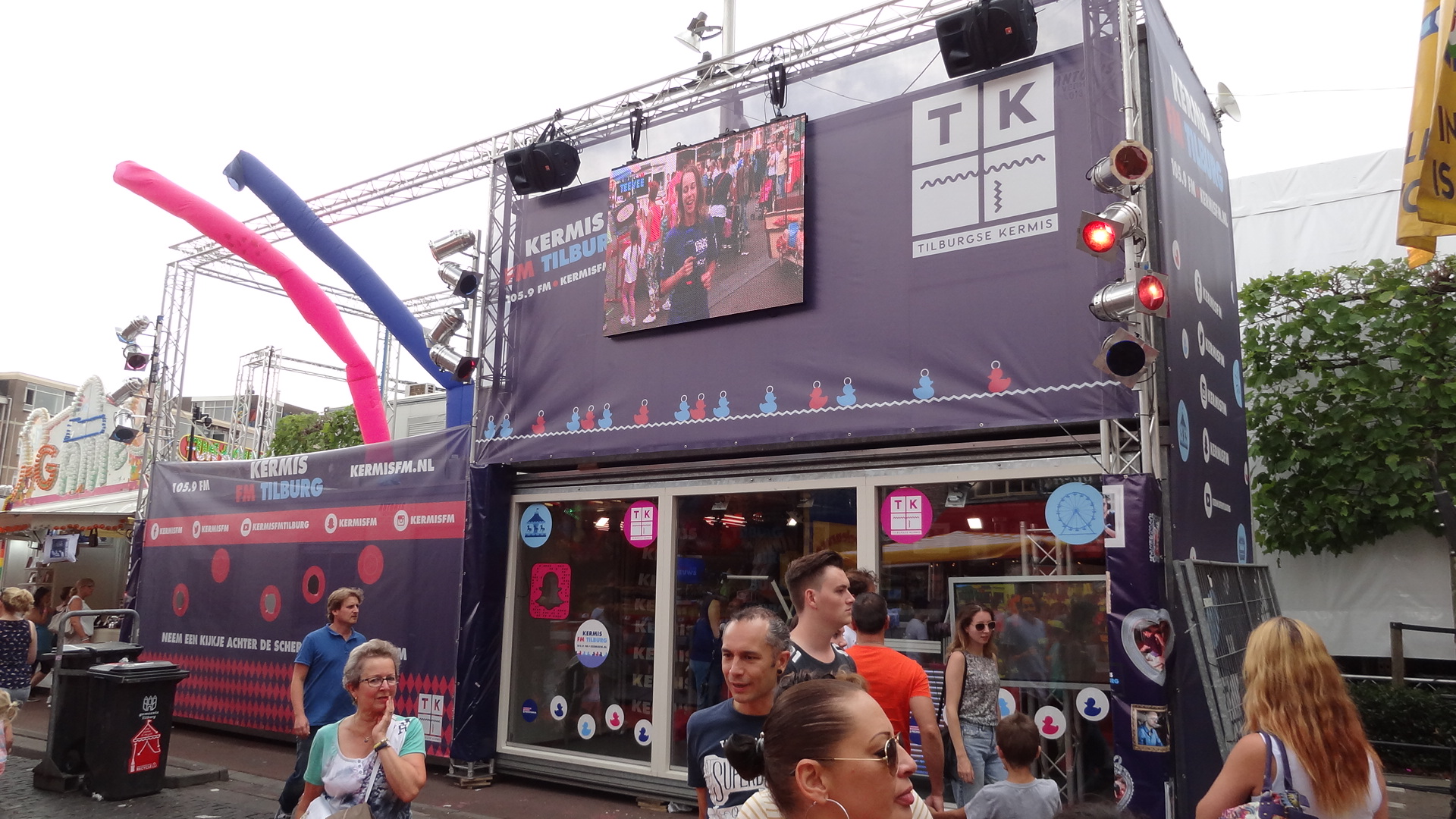
De studio van Kermis FM in 2016

Sinds 2009 beschikt de Tilburgse Kermis over een eigen televisie-/radiozender genaamd Kermis FM. Deze zendt live uit vanaf de Tilburgse kermis. Ook is er op Omroep Tilburg een speciaal kermisprogramma te zien: Kermis TV met als vaste presentator Ferry van de Zaande.

## Locaties
De Tilburgse kermis staat verspreid door de stad opgesteld en vormt zo een lint van vier kilometer:
|  | - Besterdplein - Besterdring - NS-Plein - Spoorlaan - Heuvel - Heuvelring - Piusplein - Paleisring - Katterug - Stadhuisplein - Willemsplein - Koningsplein - Piushaven |

In 2015 verhuisde de bierhal terug naar zijn oorspronkelijke plek op het Willemsplein, naar aanleiding van klachten over geluidsoverlast.
In 2016 verhuisde het nostalgische deel van de kermis vanaf het Willemsplein naar het Koningsplein. Dit kwam door de start van de renovatie van het stadhuis van Tilburg. In hetzelfde jaar stond de bierhal eenmalig recht voor het stadhuis.
In 2016 en 2017 stonden er ook attracties aan de Burgemeester Brokxlaan, ten noorden van het station. In 2018 waren de attracties hier weer verdwenen, maar waren er wel enkele attracties te vinden in de spoorzone rondom De Koepelhal. Echter miste deze veel klandizie door het uitblijven van de komst van Theaterkermis Luna Luna Luna op deze plek.
Op de plek van de Burgemeester Brokxlaan waar in 2016 en 2017 attracties stonden was in 2018 een kermismarkt. Deze markt kreeg in 2019 geen vervolg.
In 2018 werd het (kermis)terrein wel uitgebreid met het Desperados Road Show Festival tussen het spoor en de wagenmakerij in de spoorzone.
In 2019 werd het (kermis)terrein alsnog uitgebreid met de Theaterkermis Luna Luna Luna en een Kermiscircus. Luna Luna Luna was te vinden op het grasveld tegenover Theater De Boemel. Het kermiscirus was te vinden aan de kop van de Burgemeester Brokxlaan aan de kant van het NS-Plein

## Verpachting
Het selecteren van attracties gaat door middel van een gesloten verpachting. Alle kermisexploitanten bieden hierbij met hun attractie op een bepaalde locatie. Wanneer de biedingen zijn gesloten laat de gemeente weten wie zich heeft ingeschreven om vervolgens de attracties die per categorie het meest hebben geboden te plaatsen. De gemeente kijkt daarbij onder meer naar uitstraling van een attractie. Winnaars van de kermisprijzen mogen in het daaropvolgende jaar terugkomen onder dezelfde pachtvoorwaarde.
De kermis kende jarenlang een voorverpachting, deze werd met ingang van 2011 aangepast. De gemeente heeft de mogelijkheid zes attracties onderhands te verpachten, twee voor elk van de pleinen: Koningsplein, Besterdplein, Spoorplein/laan. Bij het indienen van de pacht door de exploitanten wordt bekendgemaakt welke attracties het zijn, zodat ze hun inschrijfgeld erop kunnen aanpassen.

### Bezoekersaantallen, opbrengsten en plaatsingen
| Jaar | Bezoekersaantal                                     | Opbrengst            | Plaatsingen | Inschrijvingen |
| ---- | --------------------------------------------------- | -------------------- | ----------- | -------------- |
| 2025 |                                                     | Onbekend             | 230         |                |
| 2024 |                                                     |                      |             |                |
| 2023 |                                                     |                      |             |                |
| 2022 |                                                     | Onbekend             | 195         |                |
| 2019 |                                                     | Onbekend             | 189         |                |
| 2018 |                                                     | Onbekend             | 203         |                |
| 2016 | Tussen de 1,3 en 1,4 miljoen, Roze maandag: 350.000 | Onbekend             | 240         |                |
| 2015 | Ongeveer 1,4 miljoen, Roze maandag: 275.000         | ±€ 1.200.000         | 231         |                |
| 2014 | Ongeveer 1,3 miljoen, Roze maandag: 265.000         | ±€ 1.200.000         | 230         |                |
| 2013 | Ongeveer 1,5 miljoen, Roze maandag: 300.000         | ±€ 1.500.000         | 234         |                |
| 2012 | Tussen de 1,5 en 1,6 miljoen, Roze maandag: 375.000 | Net geen € 2 miljoen | ±230        | Onbekend       |
| 2011 | Tussen de 1 en 1,5 miljoen                          | € 1.999.000          | 233         | Onbekend       |
| 2010 | Ongeveer 1,5 miljoen                                | € 2.054.162          | 240         | Onbekend       |
| 2009 | Bijna 1,5 miljoen, Roze maandag: 310.000            | € 2.027.255          | 235         | 750            |
| 2008 | Ruim 1,1 miljoen                                    | € 1.945.983          | 246         | 795            |
| 2007 | Bijna 1,2 miljoen                                   | € 2.044.950          | 244         | 850            |
| 2006 | 1,1 miljoen, Roze maandag: 300.000                  | € 1.998.016          | 237         | 868            |
| 2005 | 1,0 miljoen, Roze maandag: 300.000                  | € 2.057.648          | 230         | 786            |
| 2004 | 1,1 miljoen                                         | € 2.017.816          | 231         | 708            |

## Jaaroverzicht

### 2008
De Tilburgse Kermis vond dit jaar plaats van vrijdag 18 t/m zondag 27 juli. Voor de kermis van 2008 ontving de gemeente Tilburg een totaal van 795 inschrijvingen. Er stonden 246 attracties op een totale oppervlakte van zo'n 6,5 hectare. De kermis bracht dit jaar iets minder dan twee miljoen euro op en werd volgens de gemeente bezocht door ruim 1,1 miljoen mensen, zo'n honderdduizend minder dan het jaar daarvoor. Vooral het slechte weer op Roze Maandag schrikte bezoekers af.

### 2009
In 2009 heeft de Tilburgse Kermis plaatsgevonden van vrijdag 17 t/m zondag 26 juli. Vanwege 200 jaar stadsrechten voor Tilburg was de kermis op maandag 20 juli en zaterdag 25 juli 200 minuten langer (tot 04.20 uur) open. Kermis FM maakte op 19 juli 2009 zijn eerste radio-uitzending vanaf de kermis.

### 2010
De kermis van 2010, van 16 t/m 25 juli, werd door ongeveer 1,5 miljoen mensen bezocht. Het was tevens het eerste jaar dat een mega-achtbaan, de Teststrecke, de kermis aandeed. Op dinsdag-, woensdag- en donderdagmiddag werden maximumprijzen gehanteerd van 1,50 tot 3 euro.

### 2011
Dit jaar werd de kermis gehouden van 22 t/m 31 juli en vierde Roze maandag het 20-jarig jubileum. De kermis was ongeveer even druk als vorig jaar, de gemeente noemt geen bezoekersaantallen meer gezien dit onmogelijk te tellen is, maar houdt het op tussen de 1 en 1,5 miljoen mensen. Op maandag en de tweede zaterdag werd het mobiele netwerk bijna overbelast. De publieksprijs werd gewonnen door Mission Space.

### 2012
Een recordaantal bezoekers op de kermis van 20 t/m 29 juli, een geschat aantal van tussen de 1,5 en 1,6 miljoen. Ook dit jaar was Roze Maandag weer de drukst bezochte dag met een geschat aantal van 375.000. De publieksprijs ging deze keer naar de achtbaan Teststrecke.

### 2013
2013 kenmerkte zich door een hittegolf, waarbij temperaturen in het begin van de week boven de 30 graden uitkwamen. Ook stond er dat jaar geen reuzenrad. De exploitanten hebben aangegeven dat jaar minder te hebben verdiend. De publieksprijs werd dit jaar gewonnen door The Tower.

### 2014
Op de openingsdag van de kermis brak brand uit in een van de kermiskramen. Verder werd de kermis overschaduwd door de ramp met MH17 in Oekraïne die een dag voor de opening van de kermis plaats had. Hierdoor werd de kermis aangepast uit respect voor de slachtoffers. Zo werd de opening versoberd. Er was geen muziek tijdens de opening en er werd een minuut stilte in acht genomen. Verder werd de muziek vrijdag en zaterdag gedempt. Ook op de Roze Maandag werd er aandacht besteed aan de ramp. Op 23 juli, de dag van nationale rouw stond de kermis rond 16.00 uur een kwartier helemaal stil en ook de afsluiting van de kermis was aangepast. In plaats van gekleurde ballonnen werden witte ballonnen gebruikt en de muziek bij de traditionele begrafenisstoet werd aangepast.

### 2015
In 2015 bezochten naar schatting 1,4 miljoen mensen de Tilburgse kermis. De publieksprijs ging dit jaar naar de attractie Breakdance.

### 2016

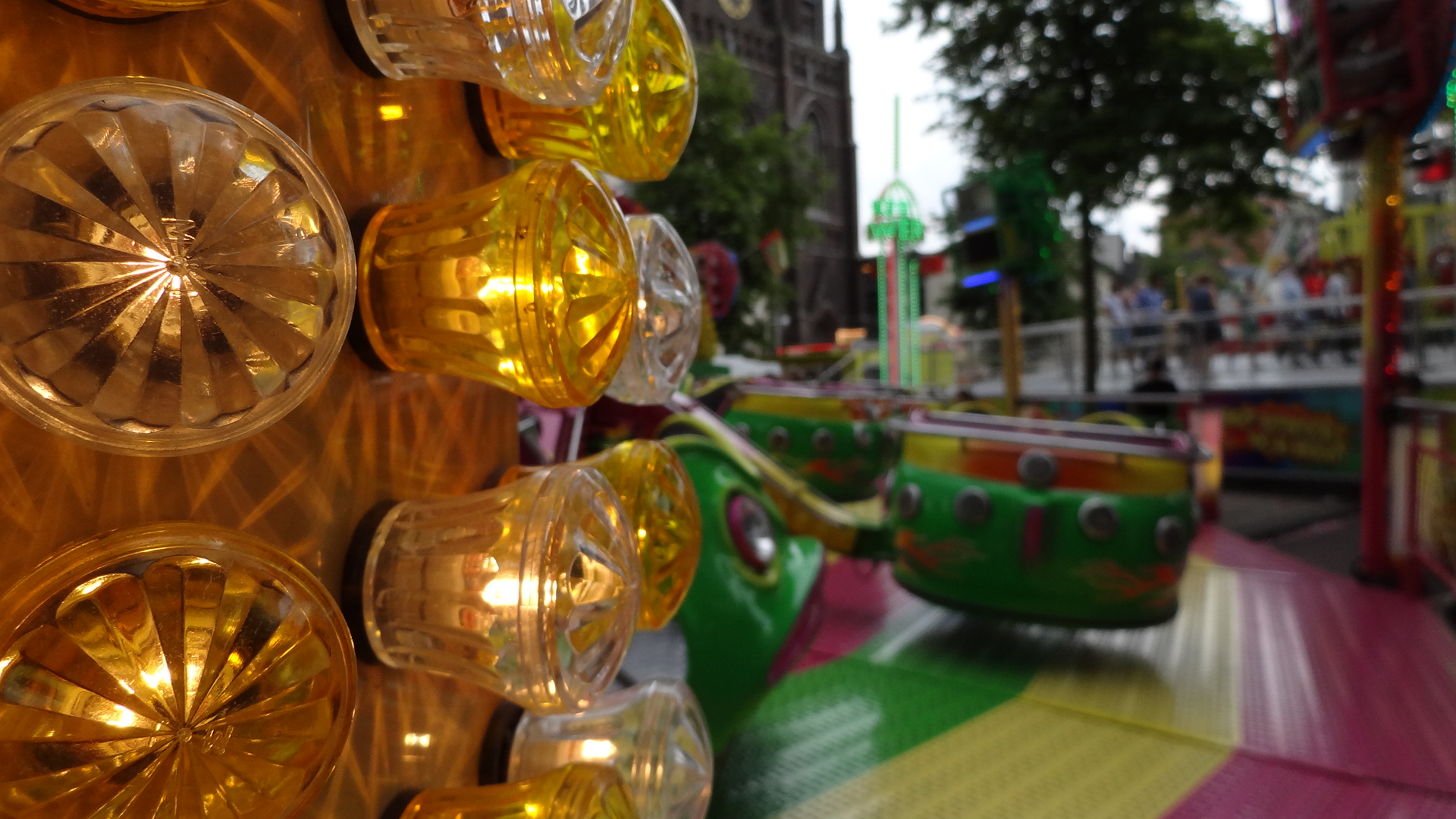
Kermisattractie Octopus in 2016

De bezoekersaantallen van de Tilburgse kermis bleven stabiel in 2016. De Roze Maandag werd beter bezocht dan het jaar ervoor, en blijft nog steeds de populairste dag van de kermis. In december 2016 werd voor het eerst een winterkermis gehouden in Tilburg, met een klein aantal attracties verspreid door de binnenstad.

### 2017
In 2017 werd de 450e editie van de Tilburgse kermis gehouden. Op de tweede dag van de kermis raakte een 3-jarige jongen zwaargewond bij een ongeluk op de kermis. Hij viel uit een autootje van een kinderattractie en raakte daarbij bekneld. Het kostte de hulpdiensten bijna een uur om de jongen te bevrijden. Twee mensen werden opgepakt wegens het hinderen van de hulpdiensten. Verder ging de attractie Chaos, een Afterburner, dicht nadat er met een soortgelijke attractie op een kermis in Ohio een dodelijk ongeluk was gebeurd. Daarbij waren bakjes afgebroken en mensen uit de attractie geslingerd. Hierdoor werd de afterburner niet veilig geacht en werden alle attracties van dit type, inclusief die op de Tilburgse Kermis, tot nader order stilgelegd.
In de spoorzone was er tijdelijk een speciaal pop-up restaurant onder de naam Dinner in The Sky. Tijdens de tiendaagse Tilburgse Kermis kon er op grote hoogte gedineerd worden. Tevens waren er op dezelfde plek optredens op grote hoogte van onder anderen Wouter van der Goes. In het laatste weekend was er een mogelijkheid om vanaf hetzelfde platform te bungeejumpen. 
Blauwe Zondag verliep ook niet zoals het moest. Deze dag hoorde de muziek tussen 12.00 en 14.00 uur zachter te staan en dienden de lichten gedempt te worden, zodat de kermis dan prikkelarm was voor bezoekers met autisme, maar veel exploitanten wisten dit kennelijk niet en gaven er geen gehoor aan. Hierdoor was de kermis tussen 12.00 en 14.00 uur vrijwel niet prikkelarm.

### 2018
De 452ste editie van de kermis vond dit jaar plaats van 20 t/m 29 juli. Net als in 2013 werd deze editie gekenmerkt door een hittegolf waarbij de temperaturen boven de 30 graden kwamen. Er was dit jaar geen reuzenrad op de kermis. Tijdens de afsluiting van de kermis was voor het eerst naast vuurwerk ook een lasershow te zien in de Piushaven.
In de spoorzone was er tijdens de kermis de mogelijkheid te bungeejumpen. 
Theaterkermis Luna Luna Luna ging niet door, gezien de veiligheid nog niet op orde was. Dat resulteerde in een aantal verdwaalde attracties in de spoorzone. Deze attracties kregen een dag later een andere plek, zodat ze meer bezoekers konden trekken. In 2018 werd het Desperados Road Show Festival toegevoegd in de Spoorzone als randevenement van de Tilburgse kermis, in 2017 hield de organisatie van het festival hiervoor een try-out in het Panhuijsenpad naast het MIDI-theater.

### 2019
Dit jaar was de kermis van 19 t/m 28 juli. Op de eerste zaterdag vond er een storing plaats van de zweefmolen Around the world XXL waarbij bezoekers zeker een half uur vastzaten. Deze kermis werd, net als het voorgaande jaar, gekenmerkt door een hittegolf. Vanwege deze hitte werden op woensdag de badeendenrace, de kinderspeurtocht en de watersurvival afgelast. Op donderdag verviel de kermisbingo. De kinderspeurtocht werd verplaatst naar de laatste zondag. Ook het Concert in the Sky op zaterdag, verzorgd door Sky Radio moest worden geschrapt. Niet vanwege het warme weer, maar wegens ziekte van de optredende artiest Nielson. Dit concert werd alsnog gegeven op donderdag 22 augustus 2019. Verder moest de Muizenstad dicht nadat een dierenactiviste had geklaagd over het feit dat deze attractie bij 34°C was geopend, wat werd beschouwd als dierenleed. Voor de tweede keer was er bij de afsluiting op de laatste zondag een lasershow. 
Theaterkermis Luna Luna Luna en een Kermiscircus werden als randevenement toegevoegd aan de Tilburgse kermis. Theaterkermis Luna Luna Luna vond alsnog plaats met een jaar vertraging 

### 2020

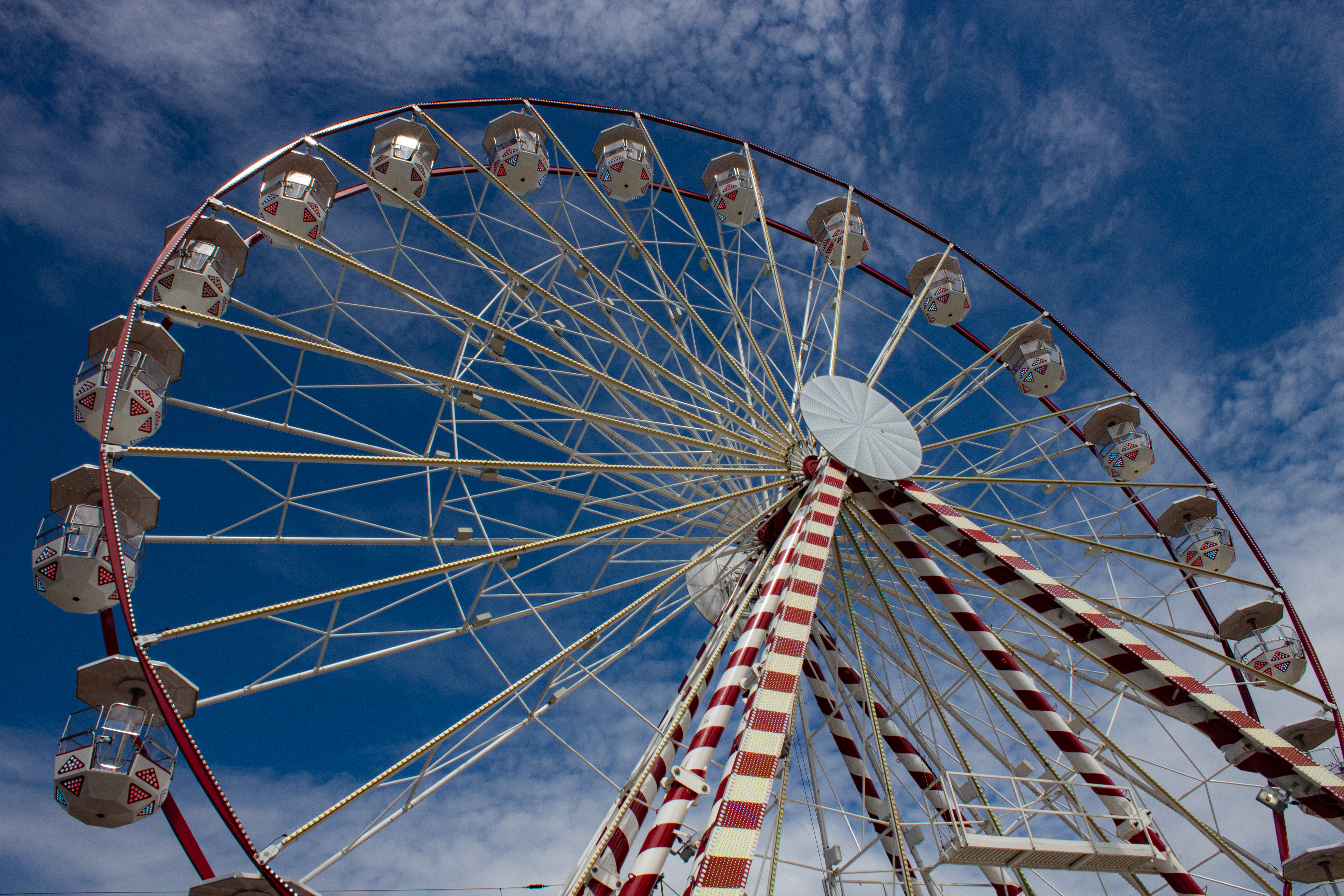
Het reuzenrad Sky Club, dat in 2020 twee maanden in Tilburg stond

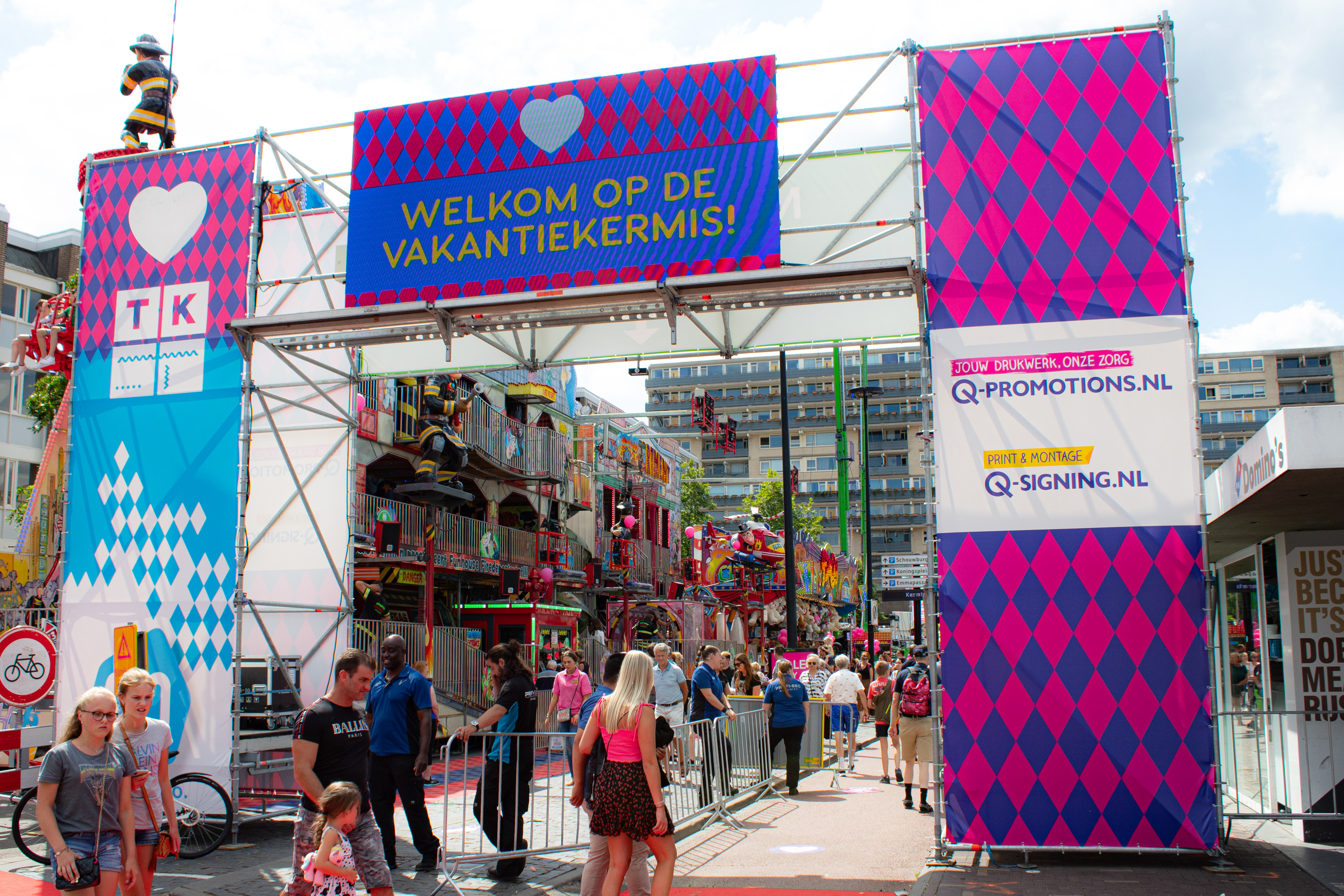
De Tilburgse Vakantiekermis in 2020

Omdat alle evenementen vanwege de coronacrisis tot 1 september 2020 verboden waren, kon de kermis dit jaar niet doorgaan. Oorspronkelijk stond de kermis gepland voor 17 juli t/m 26 juli.
Alle evenementen die tijdens de normale Tilburgse kermis plaatsvinden werden geschrapt. Ook alle randactiviteiten werden niet georganiseerd. 
Wel was er dit jaar een zogenaamde vakantiekermis op diverse pleinen in de binnenstad van Tilburg. Dit bleek mogelijk vanwege de versoepelingen van de coronamaatregelen door de Nederlandse overheid. In plaats van de gebruikelijke 200 attracties waren er dit jaar zo'n 50 kermisattracties in Tilburg. Eveneens was Kermis FM er weer bij met een zesdaagse uitzending. Ook was Kermis TV aanwezig. De vakantiekermis van Tilburg was onderdeel van Tilburg vakantiestad en vond plaats in de oorspronkelijke periode, 17 juli t/m 26 juli. Op de Spoorlaan was dit jaar een reuzenrad te vinden, dat twee maanden bleef staan.

### 2021
Ook in 2021 kon de kermis niet op de normale manier doorgaan vanwege de nog geldende coronamaatregelen. Ook dit jaar was er in plaats daarvan een vakantiekermis en waren alle evenementen en randactiviteiten geschrapt. Dit vanwege de nog geldende afstandsregels. Er waren wel meer attracties dan in 2020, namelijk zo'n 140. De kermis vond plaats van 16 t/m 25 juli.

### 2023
Vrijdag 21 juli tot en met zondag 30 juli.